# Labeotropheus chlorosiglos
Labeotropheus chlorosiglos ist eine Buntbarschart, die endemisch im ostafrikanischen Malawisees vorkommt. Möglicherweise ist die Art sogar auf die Umgebung der Insel Katale in der Nähe von Chilumba auf der malawischen Seeseite beschränkt.

## Merkmale
Die Fischart kann eine Standardlänge von 11,5 cm erreichen und hat den typisch langgestreckten Körper aller Labeotropheus-Arten und das für diese Gattung charakteristische unterständige Maul. Die Körperhöhe liegt zwischen 31,9 und 34,7 % der Standardlänge und damit zwischen den Körperhöhen von Labeotropheus fuelleborni (35,1 – 41,6 %) und Labeotropheus trewavasae (26,3 – 33,3 %). Die Kiefer sind mit fünf bis sieben Zahnreihen besetzt. Auf dem ersten Kiemenbogen sitzen 8 bis 10 kräftige, dreieckige Kiemenrechen auf der Ceratobranchiale, 2 auf der Epibranchiale und eine zwischen diesen Kiemenbogenelementen.
- Flossenformel: Dorsale XVII–XIX/8–9, Anale III/7–8, Pectorale 13–15, Ventrale 6.

Männchen haben eine dunkelblaue Grundfärbung und eine gelb-orange untere Körperhälfte. Bei dominanten, territorialen Männchen wird der gelb-orange Abschnitt größer. Auf den Körperseiten können je nach Stimmungslage auch elf nur wenig sichtbare Querbänder erscheinen. Sie sind vor allem bei untergeordneten oder ängstlichen Männchen sichtbar. Der Kopf ist von derselben blauen Farbe wie die obere Körperhälfte und wird zum Maul hin zunehmend dunkler. Zwischen den Augen liegen zwei dunkle Interorbitalstreifen. Die Kiemendeckel sind blau. Auf einen dort liegenden metallisch-grünen Fleck verweist das Art-Epitheton chlorosiglos (Gr.: chloros = grün + siglos = Ohrring). Die Rückenflosse ist vorne blau und wird nach hinten zunehmend blauweiß und gelb am äußersten Ende. Die Afterflosse ist weißlich oder blauweiß und hat 7 bis 15 Eiflecke. Die Brustflossen sind transparent, ihre Flossenstrahlen grau, die Bauchflossen sind weißlich, grau bis orangerot, der erste Flossenstrahl ist weiß. 
Die Weibchen sind einfarbig grau bis gold-braun. Die Schuppen der unteren Körperhälfte können gelb-orange gezeichnet sein. Die elf Querbänder auf den Körperseiten sind nur bei bestimmten Aktivitäten sichtbar. Der Kopf ist graubraun und wird nach vorne immer dunkler. Die Interorbitalstreifen sind graubraun mit einigen irisierenden Flecken. Die graubraunen Kiemendeckel besitzen ebenfalls den namensgebenden metallisch-grünen Fleck. Die Rückenflosse ist vorne grauschwarz und wird nach hinten zunehmend blaugrau und immer dunkler zum Ende hin. Die Afterflosse ist dunkelgrau. Einige Weibchen haben einen bis vier Eiflecke. Die Brustflossen sind transparent, ihre Flossenstrahlen grau, die Bauchflossen sind weißlich, grau bis gelb-orange, der erste Flossenstrahl ist weiß. Von beiden Geschlechtern sind orange-dunkel gescheckte OB-Morphen bekannt.
Wie alle haplochrominen Buntbarsche ist Labeotropheus chlorosiglos ein ovophiler Maulbrüter, bei dem das Weibchen die Brutpflege übernimmt.